# Menofanto
Menofanto (in greco antico Μηνόϕαντος) (fl. I secolo a.C.-I secolo) è stato uno scultore greco antico, attivo a Roma tra la fine del I secolo a.C. e gli inizi del I secolo d.C..

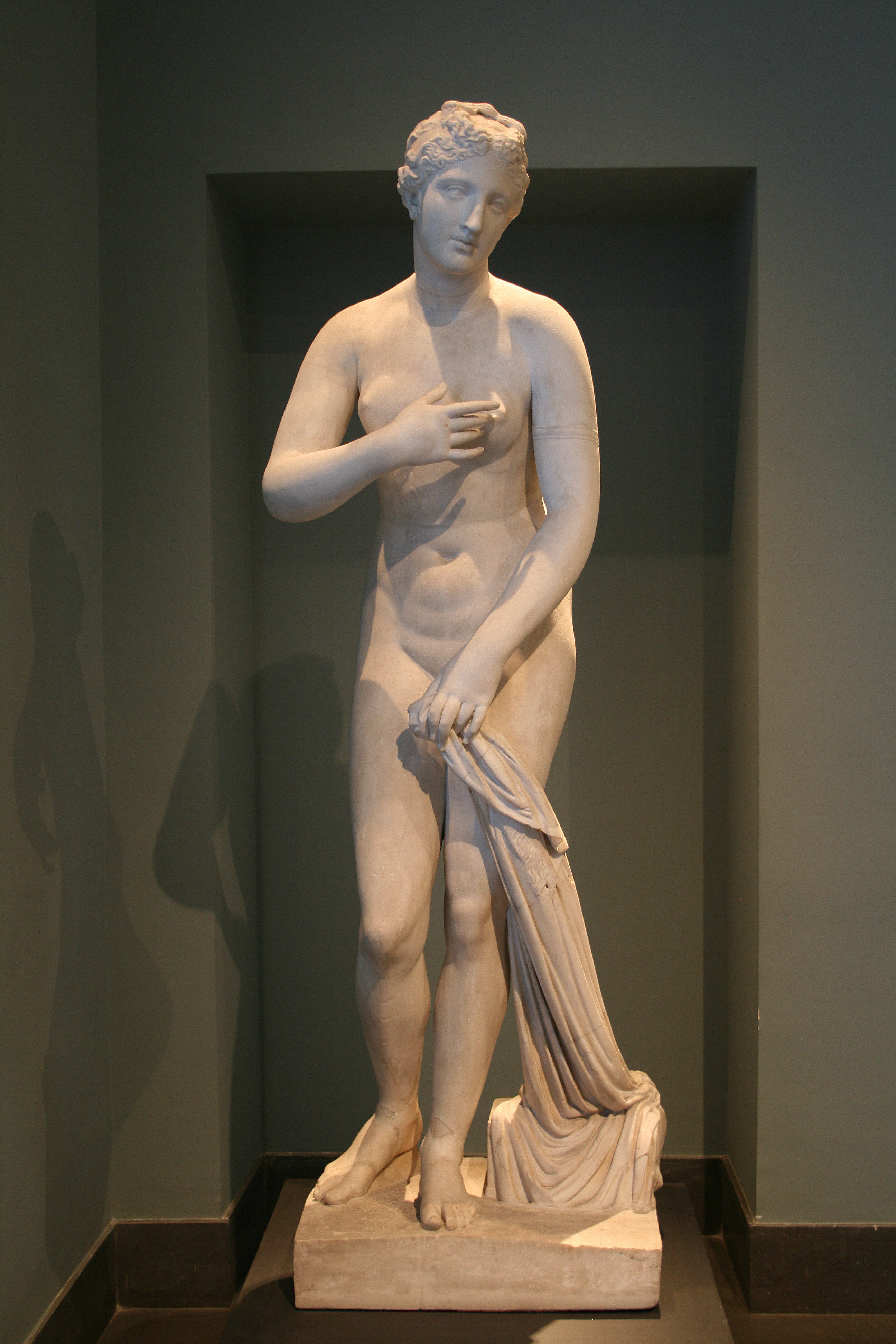
Afrodite di Menofanto, nel Museo Nazionale Romano, sede di Palazzo Massimo alle Terme

Lo scultore è noto solo per aver firmato con il suo nome una statua del tipo della Afrodite pudica, simile alla Venere capitolina.
L'iscrizione, in lingua e caratteri greci ("ἀπὸ τῆc / ἐν Τρῳάδι / Ἀφροδίτηc / Μηνόφαντοc / ἐποίει"", trascritta "Apo tes / en troadi / Afrodites / Menofantos / epoiei"), riferisce inoltre che si tratta di una copia da un originale di Alessandria Troade, probabilmente dell'inizio dell'epoca ellenistica (fine del IV - inizi del III secolo a.C.).
La statua, rinvenuta presso il monastero di San Gregorio Magno al Celio nel 1760, fu in possesso del principe Chigi e venne descritta dal Winckelmann. In seguito sarà esposta presso il Museo nazionale romano di palazzo Massimo.